# 小行星7705
小行星7705（英語：7705 Humeln）是一颗围绕太阳公转的小行星。1993年3月17日，烏普薩拉－ESO小行星及彗星巡天在拉西拉天文台发现了此天体。
这颗小行星的绝对星等为224.30334等。